# Alte Hausbrennerei Penninger
Koordinaten: 48° 37′ 39,8″ N, 13° 38′ 10,46″ O
Die Alte Hausbrennerei Penninger GmbH ist eine Brennerei mit Sitz in Waldkirchen.

## Geschichte

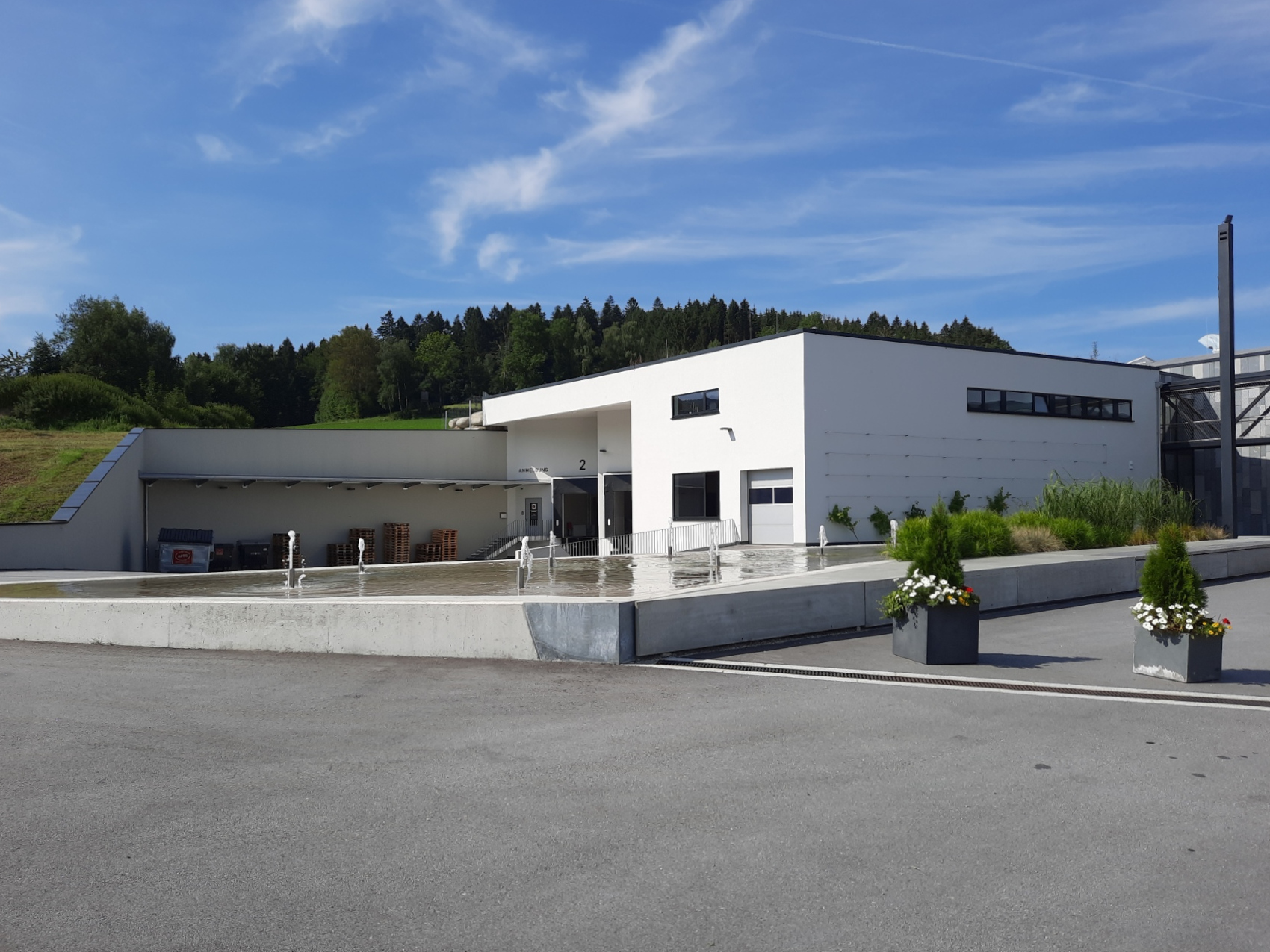
Produktionsgebäude in Waldkirchen

Stefan Penninger gründete 1905 in Hauzenberg eine Firma zur Essig-Herstellung. Sein Sohn Stefan erlernte in Lothringen die Schnaps-Brennerei und erweiterte 1920 das Essiggeschäft mit Obstbränden aus heimischen Früchten. Nachdem im Jahre 1976 in vierter Generation Reinhard Penninger in das Unternehmen eingestiegen war, der später alleiniger Firmeninhaber werden sollte, zog der Betrieb 1981 in das zwei Kilometer südöstlich von Hauzenberg gelegene und in jener Zeit neuausgewiesene Industriegebiet in Jahrdorf. Auf dem Betriebsgelände wurde in unmittelbarer Nachbarschaft der Produktionsgebäude im Jahre 1991 schließlich das „Erste Bayerische Schnaps-Museum“ eröffnet.
Seit Dezember 2015 fungiert Stefan Penninger in fünfter Generation als Geschäftsführer des Familienunternehmens. Wenige Jahre später bezog im April 2020 das Unternehmen den neu gebauten Produktionsstandort im benachbarten Waldkirchen, wobei auch das Jahrdorfer Schnapsmuseum neue Räumlichkeiten erhielt.
Die Alte Hausbrennerei Penninger wurde im Laufe seiner Firmengeschichte mehrfach ausgezeichnet. Unter anderem erhielt das Unternehmen im Jahre 2015 den Zweiländerpreis für Nachhaltigkeit, Soziales Engagement und Nachwuchsförderung des Regierungsbezirks Niederbayern und des Landes Oberösterreich. 2022 wurde die Brennerei als Bayerns Familienunternehmen des Jahres erwählt.

## Produkte

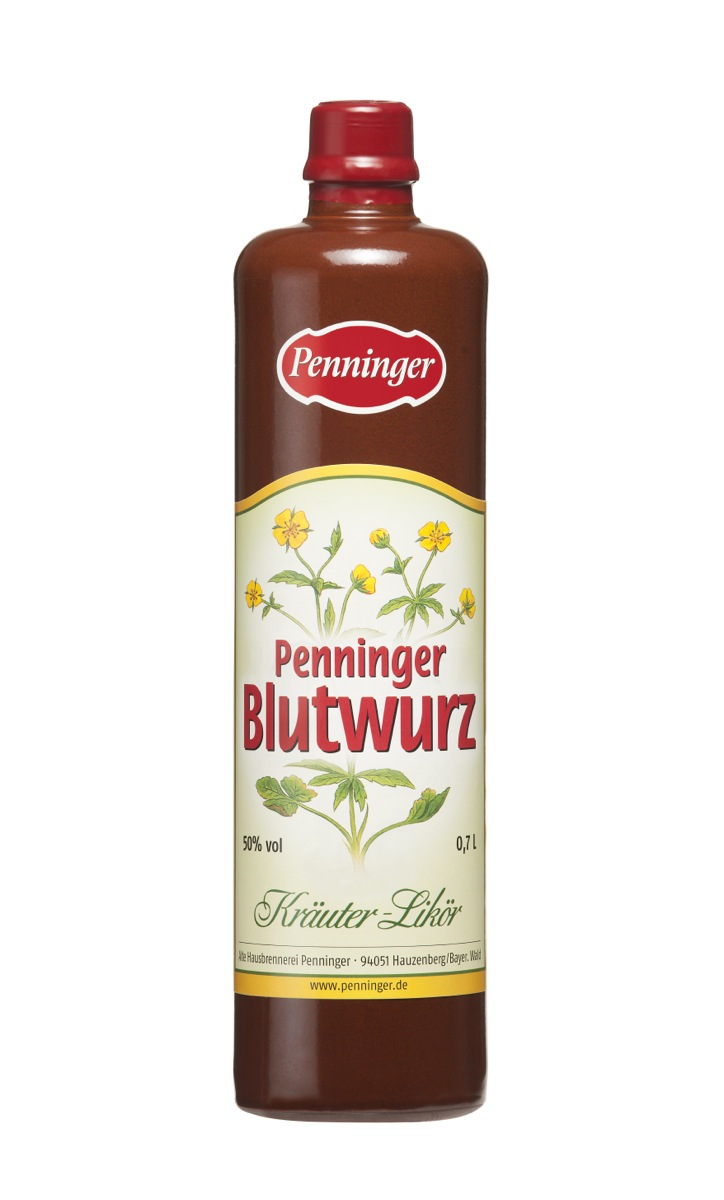
Penninger Blutwurz

Penninger ist bekannt für seine Liköre und Spirituosen.  Die Produkte werden teilweise in traditionelle Keramikflaschen abgefüllt.
Als Werbefigur für Printwerbung fungierte längere Zeit Joseph Hannesschläger. Dieser war in der Figur Korbinian Hofer in der Fernsehserie Die Rosenheim-Cops als ur-bayerisches Kaliber bekannt geworden. Durch diese Verbindung wurde Penningers Blutwurz-Produkt erfolgreich als traditionell bayerisch vermarktet.
Im Jahre 2015 legte Penninger in Zusammenarbeit mit einem Passauer Werbeunternehmen und einem ebenfalls in der Stadt ansässigen Fotografen, die auf 2999 Flaschen limitierte Sonderedition „Spacewurz“ auf. Laut Firmenangaben wurden bei der Herstellung des „Spacewurz“ Wurzeln der Bärwurz-Pflanze verwendet, welche zuvor mit einem Wetterballon in 36.000 Meter Höhe und damit in die Stratosphäre geflogen wurden.

## Penninger Schnapsmuseen
Penninger betreibt acht sogenannte Schnaps-Museen in Niederbayern, Oberbayern sowie im Allgäu, genauer: in den Gemeinden Bad Griesbach, Kirchham (bei Bad Füssing), Böbrach, Waldkirchen, Oberstaufen, Oberstdorf, Reit im Winkl und Spiegelau. Ähnlich vieler Brauerei-Führungen im Bier-Geschäft werden hier neben dem Verkauf der Spirituosen auch Einblicke in die Schnaps-Produktion gegeben und die Grundzüge des Schnapsbrennens erläutert. Am Firmensitz in Waldkirchen können außerdem Brennerei-Touren  gebucht werden.

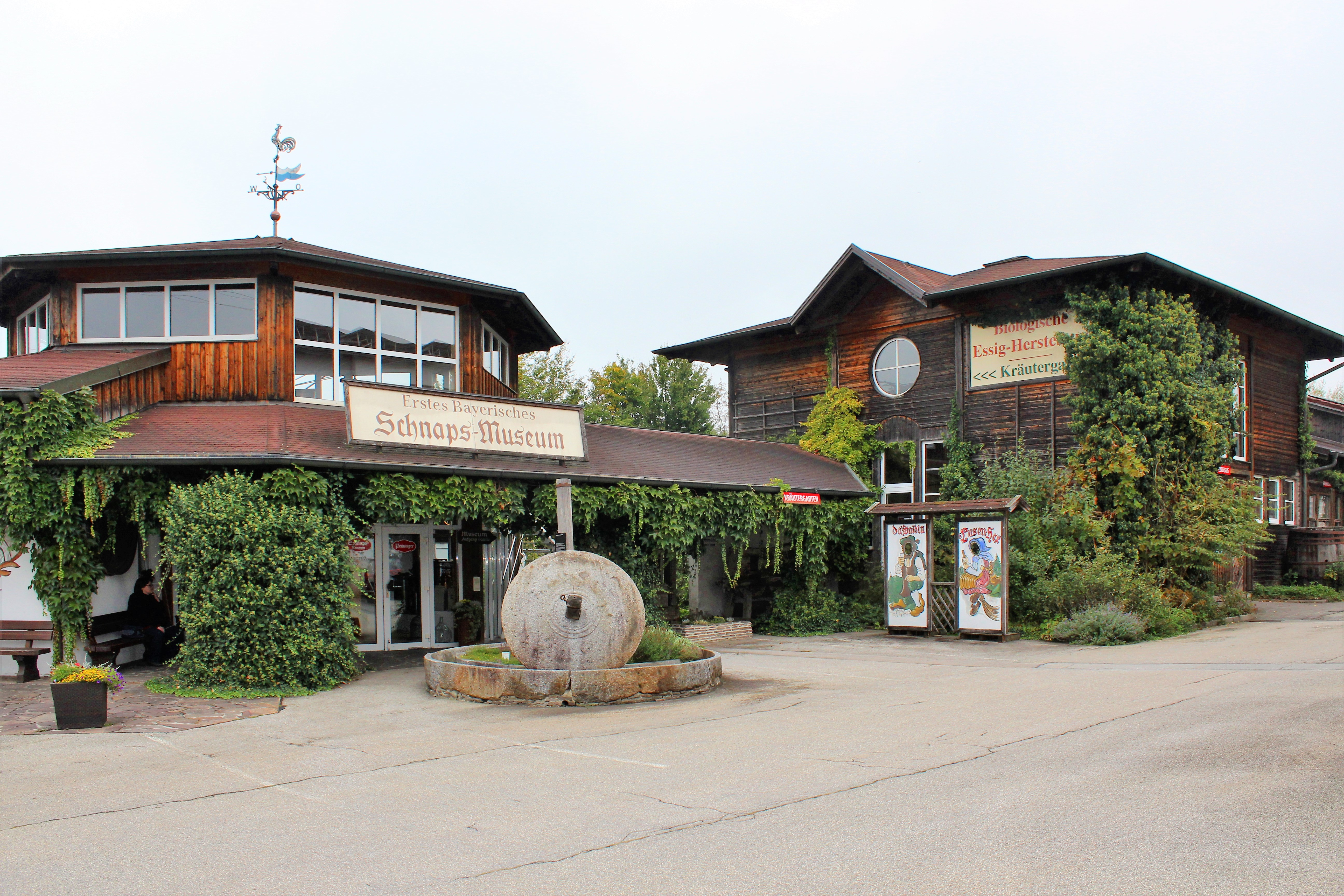
Ehemaliges Penninger Schnapsmuseum in Hauzenberg-Jahrdorf (2017)
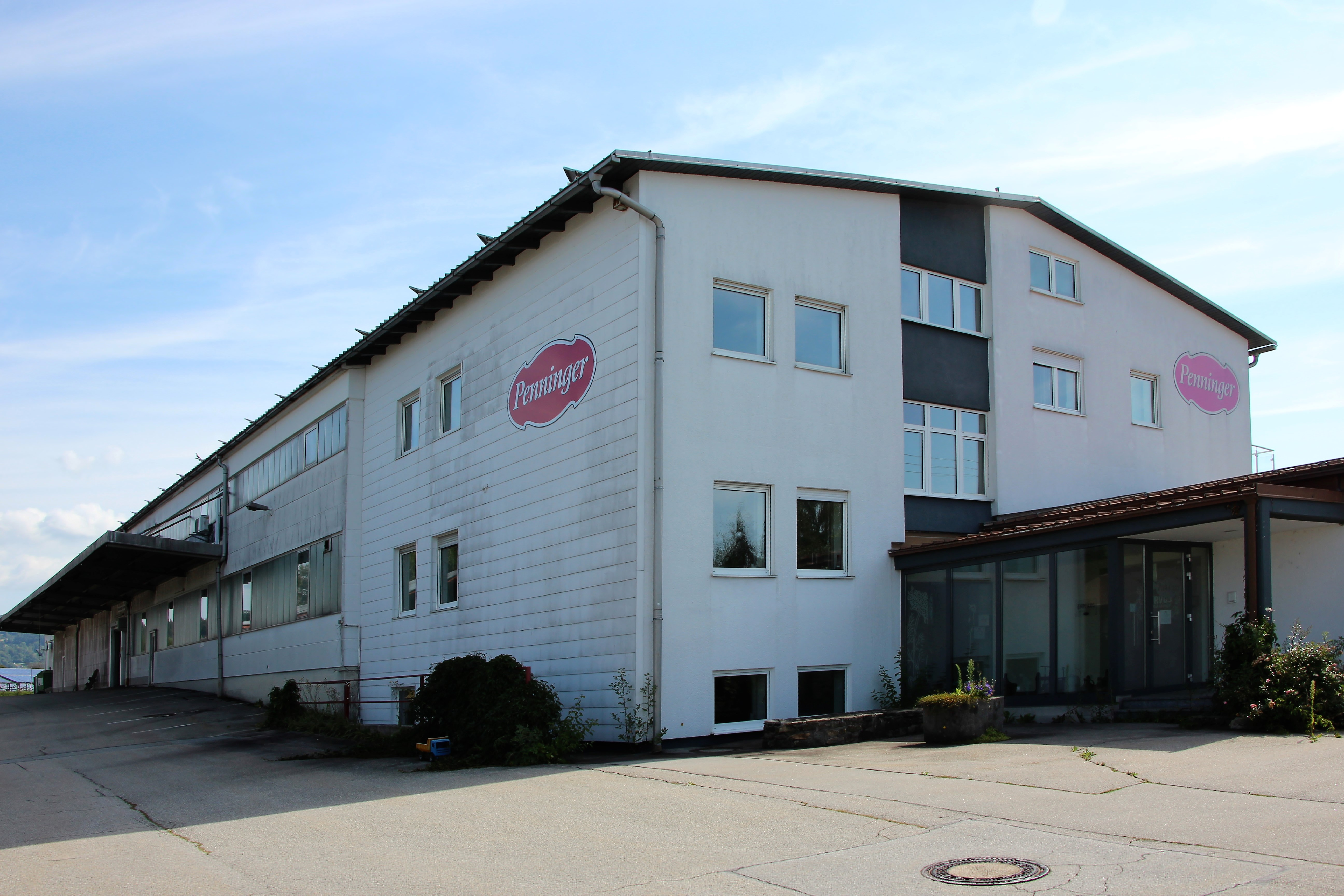
Ehemaliges Produktionsgebäude und Firmensitz in Hauzenberg-Jahrdorf (2021)
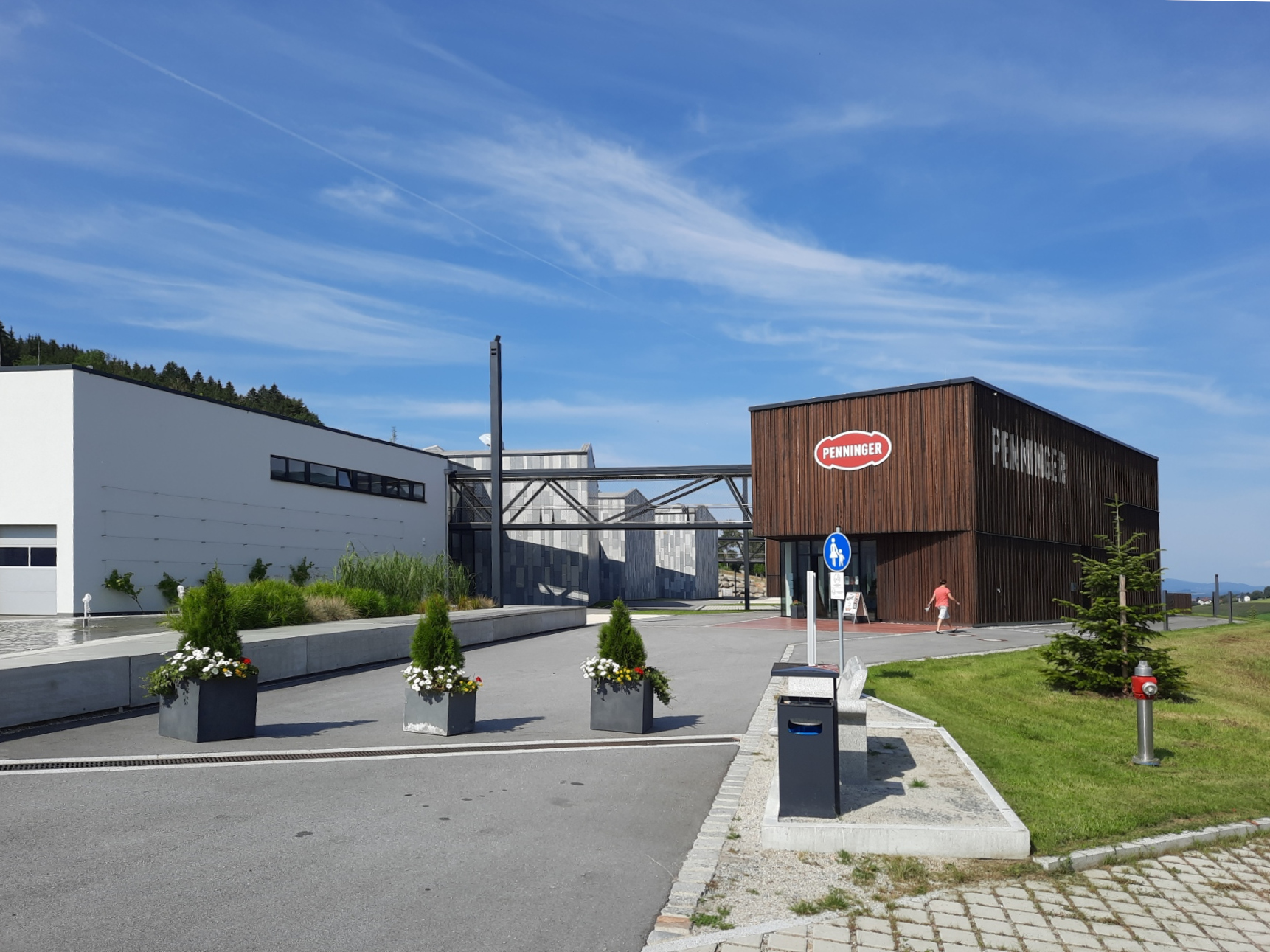
Neuer Firmenstammsitz und Besucherzentrum in Waldkirchen (2021)